# NGC 7611
NGC 7611 é uma galáxia espiral barrada (SB0-a) localizada na direcção da constelação de Pisces. Possui uma declinação de +08° 03' 49" e uma ascensão recta de 23 horas, 19 minutos e 36,5 segundos.
A galáxia NGC 7611 foi descoberta em 21 de Setembro de 1862 por Heinrich Louis d'Arrest.